# Zidane Iqbal
Pour les articles homonymes, voir Zidane et Iqbal.
Zidane Aamar Iqbal (en arabe : زيدان عمار إقبال), né le 27 avril 2003 à Manchester, est un footballeur international irakien qui évolue au poste de milieu de terrain au FC Utrecht.

## Biographie
Zidane Iqbal est né d'un père pakistanais et d'une mère irakienne.

### Carrière en club
Zidane Iqbal signe son premier contrat professionnel avec Manchester United en avril 2021.
Il fait ses débuts professionnel avec Manchester United le 8 décembre 2021, entrant en jeu pour le dernier match de poule de Ligue des champions contre les Young Boys de Berne,.
Après seulement un match joué avec Manchester United, Iqbal quitte son club formateur pour rejoindre le club néerlandais du FC Utrecht pour une somme estimé à un million d'euros et un contrat de 4 ans.

### Carrière en sélection
Iqbal est éligible pour représenter l'Angleterre, l'Irak et le Pakistan au niveau international.
En mai 2021, il obtient un passeport irakien, afin de pouvoir être convoqué dans un futur proche avec la sélection irakienne,. En juin 2021, il est convoqué pour la première fois en sélection irakienne des moins de 20 ans en vue du championnat arabe des moins de 20 ans 2021. Cependant, il se voit refuser le voyage par le club de Manchester United, en raison des restrictions liées à la pandémie de COVID-19.
En septembre 2021, Iqbal reçoit sa première convocation avec les U23 irakiens pour un camp d'entraînement aux Émirats arabes unis (EAU). Le 4 septembre 2021, il fait ses débuts contre les U23 des EAU, en intégrant le onze de départ. En octobre 2021, Iqbal est choisi par le sélectionneur Miroslav Soukup pour faire partie de l'équipe irakienne des moins de 23 ans qui participera au championnat d'Asie de l'Ouest des moins de 23 ans en Arabie saoudite. Le 8 octobre 2021, Iqbal inscrit son premier but pour les U23 irakiens alors qu'il est capitaine de son équipe,.
En janvier 2022, il est appelé en sélection pour les matchs de qualification à la coupe du monde contre l'Iran et le Liban,. Il honore sa première sélection le 27 janvier en entrant en jeu contre l'Iran.

## Statistiques
| Saison                | Club                  | Championnat           | Championnat | Championnat | Coupe nationale | Coupe nationale | Coupe de la Ligue | Coupe de la Ligue | Compétition(s) continentale(s) | Compétition(s) continentale(s) | Compétition(s) continentale(s) | Total | Total |
| Saison                | Club                  | Division              | M.          | B.          | M.              | B.              | M.                | B.                | Comp.                          | M.                             | B.                             | M.    | B.    |
| 2021-2022             | Manchester United     | Premier League        | 0           | 0           | 0               | 0               | 0                 | 0                 | C1                             | 1                              | 0                              | 1     | 0     |
| Total sur la carrière | Total sur la carrière | Total sur la carrière | 0           | 0           | 0               | 0               | 0                 | 0                 | -                              | 1                              | 0                              | 1     | 0     |

| Saison                | Sélection             | Phases finales        | Phases finales | Phases finales | Phases finales | Éliminatoires | Éliminatoires | Éliminatoires | Matchs amicaux | Matchs amicaux | Matchs amicaux | Total | Total | Total |
| Saison                | Sélection             | Compétition           | M              | B              | Pd             | M             | B             | Pd            | M              | B              | Pd             | M     | B     | Pd    |
| --------------------- | --------------------- | --------------------- | -------------- | -------------- | -------------- | ------------- | ------------- | ------------- | -------------- | -------------- | -------------- | ----- | ----- | ----- |
| 2021-2022             | Irak                  | -                     | -              | -              | -              | 2             | 0             | 0             | 0              | 0              | 0              | 2     | 0     | 0     |
| 2022-2023             | Irak                  | Coupe du monde 2022   | -              | -              | -              | 0             | 0             | 0             | 1              | 0              | 0              | 1     | 0     | 0     |
| Total sur la carrière | Total sur la carrière | Total sur la carrière | 0              | 0              | 0              | 2             | 0             | 0             | 1              | 0              | 0              | 3     | 0     | 0     |

Le tableau suivant liste les rencontres de l'équipe d'Irak dans lesquelles Zidane Iqbal a été sélectionné depuis le 27 janvier 2022 jusqu'à présent :